# Walter Baumgartner (Komponist)
Walter Baumgartner (* 16. November 1904 in Sevelen SG; † 3. Oktober 1997 in Zollikerberg; gebürtig Walter Ernst Baumgartner) war ein schweizerischer Komponist und Jazzmusiker (Pianist, Posaunist).

## Leben und Wirken
Baumgartner studierte in Paris Literatur und später am Konservatorium Zürich bei Volkmar Andreae Kompositionslehre. Als Leichtathlet vertrat er die Schweiz bei den Hochschul-Europameisterschaften in Rom. Etwa 1934 gründete er das Swing-Orchester «The Magnolians», zu dem Musiker wie der Saxophonist Eddie Brunner gehörten, mit dem er im Zürcher Varieté-Theater Corso auftrat und auftrat und 1937 auch Plattenaufnahmen vorlegte. Seine künstlerischen Vorbilder waren Swingkomponisten wie Glenn Miller und Benny Goodman. 1935 wurde an der Musikakademie Zürich eine Jazz-Abteilung gegründet, die er bis 1947 leitete.
Während des Zweiten Weltkrieges war er als Sekundarlehrer in Zürich, Meilen und Grüningen ZH tätig. In dieser Zeit arrangierte er für Schlagersänger wie Vico Torriani, Lys Assia und die Geschwister Schmid. Diese Swiss Swing-Nummern sind aufgrund der «zum Teil waghalsigen Arrangements» bemerkenswert (Bruno Spoerri).
Seit 1944 schrieb er Filmmusiken, zunächst für den im Sinne der geistigen Landesverteidigung produzierten Dokumentarfilm Heilende Schweiz. Danach komponierte er noch die Musik zu etwa fünfzig weiteren Dokumentarfilmen sowie zu Werbefilmen, für deren Aufnahmetermine er oft Jazzmusiker engagierte.
Seine Filmmusik zu dem sentimentalen Grandhotel-Film Palace Hotel machte ihn 1952 zu einem der bekanntesten Schweizer Filmkomponisten. Baumgartner arbeitete für verschiedene Filmfirmen, besonders erfolgreich wurde aber seine Zusammenarbeit mit dem Produzenten Erwin C. Dietrich. Das Lexikon des Films führt ihn bei nicht weniger als 83 Spielfilmen, die zwischen 1952 und 1990 entstanden, als Komponisten auf. Besonders zu erwähnen sind seine Arbeiten für Filme von Kurt Früh (zwischen 1955 und 1972).
Er komponierte ausser Film- und Swingmusik auch für Kleinkunstprogramme, zunächst für ein Kabarett-Programm mit Margrit Rainer, Ruedi Walter, Helen Vita und Harro Lang, wo er auch als pianistischer Begleiter fungierte, im Weiteren auch für Erich Kästner und Werner Wollenberger. Die Liste seiner Kompositionen und Arrangements zählt mehr als 700 Einträge; sein musikalischer Nachlass liegt in der Zentralbibliothek Zürich.
Baumgartner war viele Jahre als Vorstandsmitglied der Urheberrechtsgesellschaft SUISA tätig und setzte sich dort besonders für die Altersvorsorge der Mitglieder ein.
1956 heiratete er Helen Vita. Aus der Ehe gingen zwei Söhne hervor. Der Kameramann Peter Baumgartner ist sein Neffe. Die beiden waren an mehreren Produktionen gemeinsam beteiligt.

## Filmografie (Auswahl)
- 1952: Palast Hotel (Palace Hotel)
- 1953: Zwiespalt des Herzens (Die Venus vom Tivoli)
- 1955: Polizischt Wäckerli
- 1956: In allen Gassen wohnt das Glück (Oberstadtgass)
- 1957: Konditorei Zürrer (Bäckerei Zürrer)
- 1959: Café Odeon
- 1959: Hinter den sieben Gleisen
- 1960: Der Teufel hat gut lachen
- 1961: Demokrat Läppli
- 1963: Im Parterre links
- 1963: Die Nylonschlinge
- 1966: Der Würger vom Tower
- 1968: Unruhige Töchter
- 1968: … und noch nicht sechzehn
- 1968: Die Nichten der Frau Oberst
- 1969: Die Neffen des Herrn General
- 1969: Champagner für Zimmer 17
- 1969: Schwarzer Nerz auf zarter Haut
- 1970: Ich – ein Groupie
- 1970: Django Nudo und die lüsternen Mädchen von Porno Hill
- 1971: Die Sex-Abenteuer der drei Musketiere
- 1971: Blutjunge Verführerinnen
- 1971: Die Stewardessen
- 1972: Der Fall
- 1973: Mädchen, die nach Liebe schreien
- 1973: Eine Armee Gretchen
- 1974: Frauen, die für Sex bezahlen
- 1975: Rolls Royce Baby
- 1976: Mädchen, die am Wege liegen
- 1976: Jack the Ripper – Der Dirnenmörder von London
- 1977: Greta – Haus ohne Männer
- 1977: Die Liebesbriefe einer portugiesischen Nonne
- 1977: Die Sklavinnen
- 1977: Das Frauenhaus
- 1977: Tänzerinnen für Tanger
- 1978: Mädchen nach Mitternacht
- 1979: Sechs Schwedinnen im Pensionat
- 1979: Die Nichten der Frau Oberst
- 1980: Sechs Schwedinnen von der Tankstelle
- 1981: Sechs Schwedinnen auf Ibiza
- 1981: Mad Foxes – Feuer auf Räder (Los Violadares)
- 1982: Heißer Sex auf Ibiza
- 1983: Sechs Schwedinnen auf der Alm
- 1988: Der Commander
- 1988: Ein Schweizer namens Nötzli
- 1990: Der doppelte Nötzli

## Hörspiele (Musik)
- 1954: Leonhard Frank: Draußen vor der Tür – Regie: Walter Ohm (Hörspiel – BR)

## Lexigraphische Einträge
- Ingrid Bigler-Marschall: Walter Baumgartner. In: Andreas Kotte (Hrsg.): Theaterlexikon der Schweiz. Band 1, Chronos, Zürich 2005, ISBN 3-0340-0715-9, S. 135 f.
- Bruno Spoerri: Biografisches Lexikon des Schweizer Jazz CD-Beilage zu: B. Spoerri (Hrsg.): Jazz in der Schweiz. Geschichte und Geschichten. Chronos-Verlag, Zürich 2005; ISBN 3-0340-0739-6